# Lendvai
A Lendvai régi magyar családnév, amely a származási helyre utalhat: Lendva (Szlovénia, korábban Alsólendva, Zala vármegye), Felsőlendva (Szlovénia, korábban Vas vármegye).

## Híres Lendvai nevű személyek
Lendvai
- Lendvai Andor (Leopold Andor) (1901—1964) operaénekes (bariton)
- Lendvai Ernő (1925–1993) zeneteoretikus, zongoraművész
- Lendvai Ervin (Erwin Lendvai) (1882–1949) zeneszerző, karnagy
- Lendvai György (író) (1932)
- Lendvai György (karmester) (1937–1989)
- Lendvai Ildikó (1946), magyar politikus, országgyűlési képviselő
- Lendvai István (Lehner) (1888–1945) újságíró, költő
- Lendvai Jenő (1883–1946) közgazdasági szakíró, próza- és drámaíró, műfordító
- Lendvai Katalin (1951) filmszínésznő
- Lendvai Miklós (1974), magyar válogatott labdarúgó
- Paul Lendvai (Lendvai Pál) (1929) olsztrák újságíró, televíziós műsorvezető
- Lendvai Zoltán magyar színházi rendező

Lendvay
- Lendvay Benő (1830–1900) orvosdoktor, megyei főorvos, orvosi szakíró
- Lendvay Éva (1935–2016) erdélyi magyar költő, kritikus, műfordító
- Lendvay Ferenc (színművész) (1895–1962) színész, író, újságíró
- Lendvay Ferenc (rendező) (Lendvai, Léderer) (1919–1998) színész, rendező, színházigazgató
- Lendvay József (1974) hegedűművész
- Lendvay Kamilló (1928), magyar zeneszerző, karmester
- Lendvay Márton, id. (1807–1858) színész, énekes, rendező
- Lendvay Márton, ifj. (1830–1875) magyar színész
- Lendvay Csócsi József, id. cigányprímás
- Lendvay Csócsi József, ifj. (1944), cigányprímás
- Lendvay József (1974), hegedűművész